# 小平中央公園
小平中央公園（こだいらちゅうおうこうえん）は、東京都小平市津田町1丁目1番1号にある小平市営の公園。

## 概要
西武鉄道国分寺線の鷹の台駅、および玉川上水と隣接。市民の憩いの場となっている。もともとは日本蚕糸科学研究所が設立した研究桑園及び蚕種研究室の跡地であり、1980年代はじめ頃までは、見渡す限りの桑畑でとくに何もなかった。
現在は総合体育館、温水プール（総合体育館内）、野球場、400mトラック、テニスコートなどの体育施設を備える。公園内に3ヶ所あるトイレのすべてには、身障者用の設備が整っている。
敷地内には、銀杏並木、噴水、「じゃぶじゃぶ池」、山、保存樹林などがあり、保存樹林にはカブトムシやコクワガタなどが生息している。400mトラックの周りには多くのソメイヨシノが植えられており、春には花見客で賑わう。毎年秋には、敷地内で武蔵野美術大学の学生による制作作品を展示する小平野外彫刻展が開催される。

## アクセス
- 西武国分寺線、鷹の台駅、下車徒歩1分